# Eugenio Siller
Eugenio Siller Margáin (Tampico, Tamaulipas, 5 de abril de 1981) es un actor, cantante, modelo y bailarín mexicano. Formó parte del grupo musical Klishé.

## Biografía
Eugenio Siller es hermano del también actor y cantante Edmundo Siller.
Comenzó su carrera artística realizando diversos comerciales, participando en comedias musicales y actuando en obras de teatro en México.
Fue también, miembro del grupo musical "Klishé" desde 1998. Participó en el Festival de la OTI y grabó dos discos con los cuales recibió algunos premios. En 1999 el grupo fue reconocido por El Heraldo de México como grupo juvenil revelación del año. El primer disco con el grupo "Klishé" se tituló Con devoción y su segunda producción discográfica llevó por título Amor violento.
Siller vivió en Italia, donde trabajó con distintas marcas reconocidas de la moda, en Miami, donde siguió preparándose para actor y músico y finalmente, regresó a México para estudiar la carrera de actuación en el CEA (Centro de Educación Artística de Televisa) en el año 2002, graduándose en el año 2005. 
Reside en Los Ángeles, California.

## Carrera
En 2006 debutó como Luciano en la telenovela Rebelde, luego trabajó en Código postal interpretando a Rafael, un joven ciego, y en 2007 obtuvo su primer protagónico en Al diablo con los guapos, compartiendo créditos con Allisson Lozz.
En 2009 protagonizó junto a Maite Perroni la telenovela Mi pecado. Al año siguiente debutó en Telemundo como protagonista de Aurora interpretando a Martín Lobos al lado de Sara Maldonado, Jorge Luis Pila, Vanessa Pose, entre otros.
Su siguiente protagónico fue Una maid en Manhattan en 2011 junto a Litzy. En 2014 protagoniza la telenovela Reina de corazones junto a Paola Núñez.
En 2015  protagoniza la telenovela ¿Quién es quién?, versión de Amores de mercado, donde interpreta a los gemelos Leonardo Fuentemayor y Pedro (Perico) Pérez, junto a Danna Paola y Kimberly Dos Ramos.

## Filmografía

### Televisión
| Año       | Título                   | Personaje                                           |
| --------- | ------------------------ | --------------------------------------------------- |
| 2005-2006 | Rebelde                  | Luciano Mendoza                                     |
| 2006-2007 | Código postal            | Rafael Rojas Alonso                                 |
| 2007-2008 | Al diablo con los guapos | Alejandro Belmonte Arango/ Alejandro Miranda Arango |
| 2009      | Mi pecado                | Julián Huerta Aldama "Chamuco"                      |
| 2010-2011 | Aurora                   | Martin Lobos/ Lorenzo Lobos (Joven)                 |
| 2011-2012 | Una maid en Manhattan    | Cristóbal Parker Salas                              |
| 2014      | Reina de corazones       | Javier Bolívar/ Nicolás de Rosas                    |
| 2015-2016 | ¿Quién es quién?         | Pedro "Perico" Pérez/ Leonardo Fuentemayor          |
| 2021-2022 | ¿Quién mató a Sara?      | José María Lazcano                                  |
| 2023      | Candy Cruz               | Emiliano Lubín                                      |
| 2025      | Pecados inconfesables    | Pablo Morales                                       |

### Cine
| Año  | Título           | Personaje        |
| ---- | ---------------- | ---------------- |
| 2017 | Confianza ciega  | John O'Donnell   |
| 2019 | Jesús de Nazaret | Juan el Apóstol  |
| 2019 | Tod@s caen       | Esteban Martínez |
| 2019 | Súper bomberos   | Mecha            |
| 2022 | El niño Dios     | José de Nazaret  |

## Premios y nominaciones
- 2011: La revista People en Español lo nombró como uno de "Los 50 más bellos".[10]
- 2009: La revista People en Español lo nombró como uno de "Los 25 hombres más guapos".

### Premios TVyNovelas
| Año  | Categoría           | Telenovela               | Resultado |
| ---- | ------------------- | ------------------------ | --------- |
| 2009 | Mejor actor juvenil | Al diablo con los guapos | Nominado  |

### Premios Tu Mundo
| Año  | Categoría          | Telenovela                       | Resultado |
| ---- | ------------------ | -------------------------------- | --------- |
| 2015 | Mejor actor        | Reina de corazones               | Nominado  |
| 2016 | La pareja perfecta | ¿Quién es quién? con Danna Paola | Ganadores |

### People en Español
| Año  | Categoría                        | Telenovela            | Resultado |
| ---- | -------------------------------- | --------------------- | --------- |
| 2012 | Mejor pareja (con Litzy)         | Una Maid en Manhattan | Nominado  |
| 2012 | Mejor actor                      | Una Maid en Manhattan | Ganador   |
| 2011 | Mejor actor                      | Aurora                | Ganador   |
| 2010 | Mejor pareja (con Maite Perroni) | Mi pecado             | Nominado  |
| 2010 | Mejor actor/actriz Juvenil       | Mi pecado             | Ganador   |
| 2010 | Mejor actor                      | Mi pecado             | Nominado  |